# DIN 31635
DIN 31635 (DIN 31635: Umschrift des arabischen Alphabets) je norma DIN pro transliteraci arabského písma přijatá roku 1982. Vychází ze zásad stanovených Deutsche Morgenländische Gesellschaft (DMG), představených na mezinárodní orientalistickém kongresu v Římě roku 1935. Obliba systému souvisí s využití ve vlivných dílech arabistů Carla Brockelmanna a Hanse Wehra.
Systém používá latinských písmen s diakritikou (háčky, tečky, obloučky, vodorovná břevna a samostatně stojící pravý a levý polokroužek), naopak pro přepis nepoužívá spřežek (ani těch v němčině obvyklých).

## Tabulka
| Arabská písmena | ء‎ / ا‎ | ب‎ | ت‎ | ث‎  | ج‎      | ح‎ | خ‎  | د‎ | ذ‎  | ر‎ | ز‎ | س‎ | ش‎  | ص‎  | ض‎  | ط‎  | ظ‎     | ع‎ | غ‎  | ف‎ | ق‎ | ك‎ | ل‎ | م‎ | ن‎ | ه‎ | و‎     | ي‎ / ى‎ |
| DIN 31635       | ʾ‎ / ā‎ | b | t | ṯ‎  | ǧ‎      | ḥ | ḫ‎  | d | ḏ‎  | r | z | s | š‎  | ṣ  | ḍ  | ṭ  | ẓ     | ʿ‎ | ġ‎  | f | q | k | l | m | n | h | w / ū | y / ī |
| ALA-LC          | ʼ / ā | b | t | th | j      | ḥ | kh | d | dh | r | z | s | sh | ṣ  | ḍ  | ṭ  | ẓ     | ʻ | gh | f | q | k | l | m | n | h | w / ū | y / ī |
| IPA             | ʔ, aː | b | t | θ  | dʒ ɡ ʒ | ħ | x  | d | ð  | r | z | s | ʃ  | sˤ | dˤ | tˤ | ðˤ zˤ | ʕ | ɣ  | f | q | k | l | m | n | h | w, uː | j, iː |

## Pravidla
Harakát (diakritická znaménka) se přepisují jako a,  i a u. Šadda se projevuji v transliteraci geminací (souhláska se zapíše zdvojeně), určitý člen se se slunečními písmeny asimiluje.
Alif ve významu /a:/ se přepisuje jako ā, podobně alif maksúra se přepisuje jako ā a v transliteraci DIN není od alifu rozlišený. Dlouhé samohlásky /iː/ a /uː/ se přepisují jako ī a ū. V případě koncovek nisba dochází k přepisu typu -iyy.
Písmeno tá marbúta se přepisuje jako -h, resp. -t.
Hamza se důsledně (bez ohledu na pozici zápisu) přepisuje jako ʾ (pravý polokroužek).
Pomocí spojovníku se oddělují gramaticky odlišné prvky v arabštině zapsané dohromady (typicky člen a slovo, ke kterému patří).
Východoarabské číslice ٩ ٨ ٧ ٦ ٥ ٤ ٣ ٢ ١ ٠ se přepisují jako arabské číslice 0, 1, 2, 3, 4, 5, 6, 7, 8, 9